# Lars Elstrup
Lars Dahl Elstrup (Råby, Dinamarca, 24 de marzo de 1963) es un exfutbolista danés, se desempeñaba como delantero. Como jugador destaca por participar con la selección de fútbol de Dinamarca que ganó la Eurocopa 1992.

## Clubes
| Club          | País         | Año       | Partidos | Goles |
| ------------- | ------------ | --------- | -------- | ----- |
| Randers Fleja | Dinamarca    | 1981-1985 | 136      | 59    |
| Brøndby IF    | Dinamarca    | 1986      | 7        | 0     |
| Feyenoord     | Países Bajos | 1986-1988 | 65       | 9     |
| Odense BK     | Dinamarca    | 1988-1989 | 28       | 17    |
| Luton Town FC | Inglaterra   | 1989-1991 | 60       | 19    |
| Odense BK     | Dinamarca    | 1991-1993 | 44       | 24    |

- Datos: Q724004